# Dženan Radončić
Dženan Radončić (født 2. august 1983) er en montenegrinsk fodboldspiller.